# Carebara atoma
Carebara atoma (лат.) — вид мелких муравьёв рода Carebara из подсемейства Myrmicinae (Formicidae). Океания. Один из самых мелких видов муравьёв.

## Распространение
Океания: Микронезия (Палау, Kosrae I.), Соломоновы Острова, Новая Гвинея, Фиджи и другие острова.

## Описание
Мелкие муравьи желтовато-коричневого цвета. Длина тела рабочих составляет 0,8 мм, солдат около 1,5 мм. Усики 9-члениковые с булавой из 2 сегментов. Голова рабочих овальная, у солдат прямоугольная с выемкой за затылочном крае. Мандибулы треугольные с 4—5 зубцами. Мезосома сверху с отстоящими волосками. Проподеум с мелкими зубчиками. Стебелёк между грудкой и брюшком состоит из двух члеников: петиолюса и постпетиолюса (последний четко отделен от брюшка); жало развито; куколки голые (без кокона).

## Систематика
Вид был описан в 1900 году итальянским мирмекологом Карло Эмери по материалам из Новой Гвинеи под первоначальным названием Oligomyrmex atomus Emery, 1900. В 2004 году вид был включён в состав рода Carebara (Fernández, 2004). Валидный статус был подтверждён в 2007 году в ходе ревизии фауны островов Микронезии американским энтомологом Рональдом Клоусом (Ronald M. Clouse, Department of Organismic & Evolutionary Biology, and Museum of Comparative Zoology, Dept. of Invertebrates, Harvard University, Кэмбридж, США).

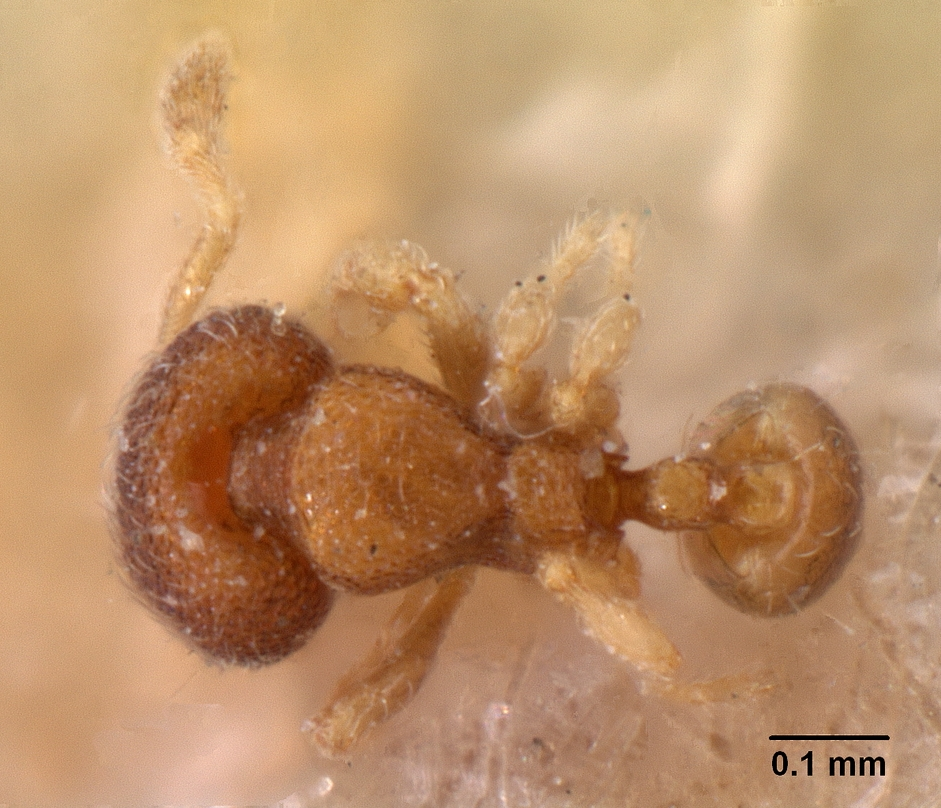
Вид сверху
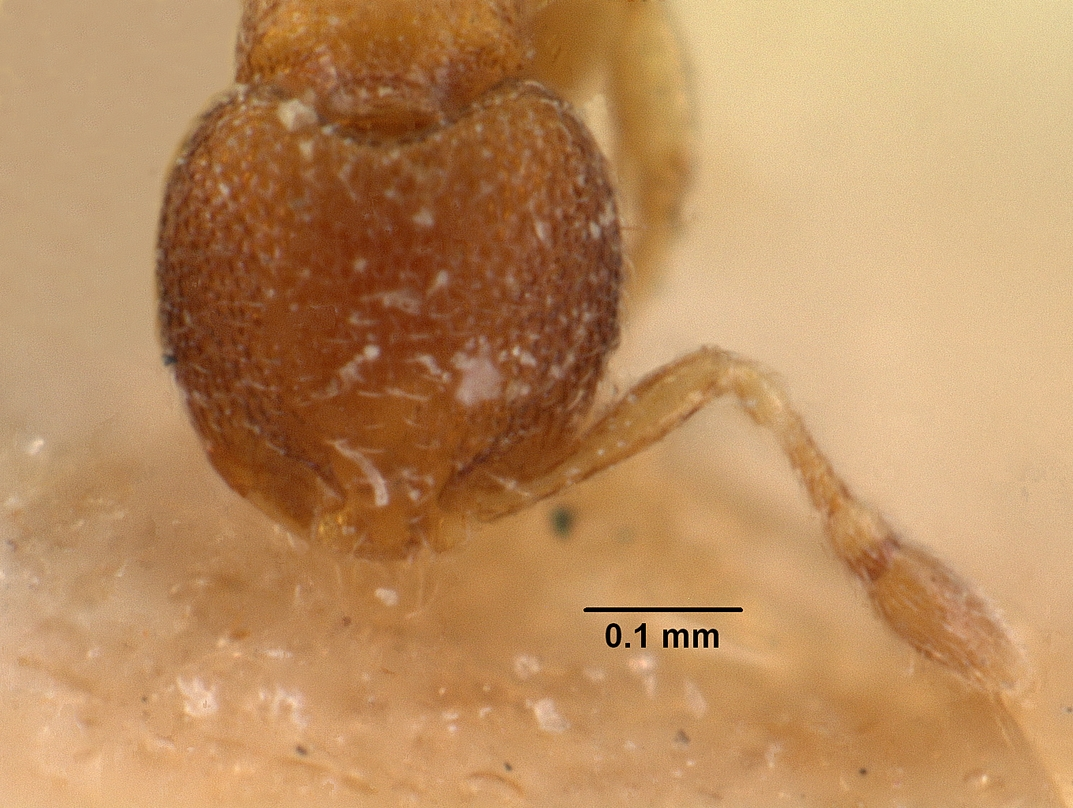
Голова спереди